# Eulecanium subaustrale
Eulecanium subaustrale är en insektsart som först beskrevs av Cockerell 1898.  Eulecanium subaustrale ingår i släktet Eulecanium och familjen skålsköldlöss. Inga underarter finns listade i Catalogue of Life.